# Admiral Group

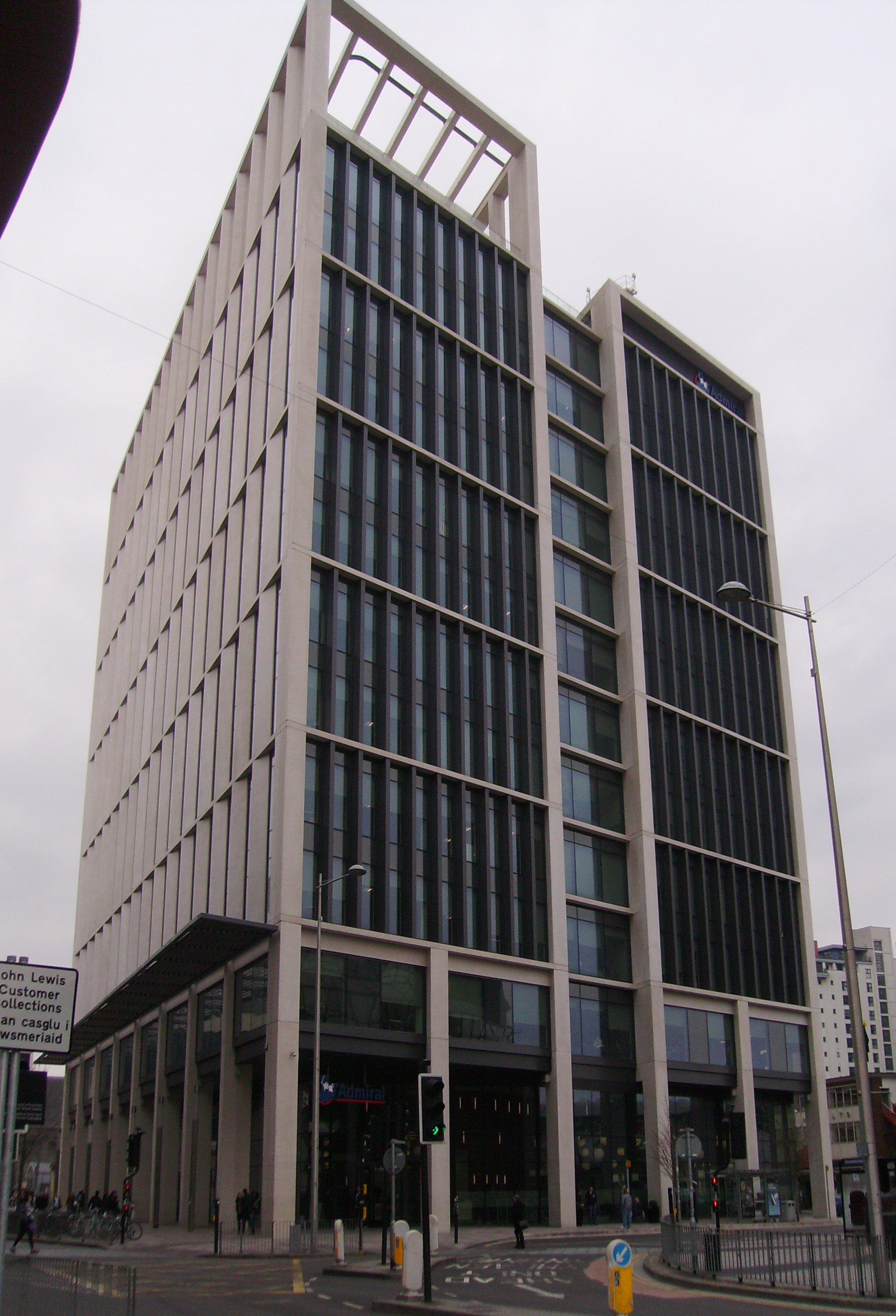
Admiral-Group-Hauptsitz

Die Admiral Group ist ein britischer Versicherungskonzern. Das Unternehmen mit Sitz in der walisischen Hauptstadt Cardiff betreibt als Hauptgeschäftsfeld die Kfz-Versicherung für Privatkunden und ist der drittgrößte Kfz-Versicherer Großbritanniens und betreibt auch einige Internetvergleichsportale. Die Aktie der börsennotierten Admiral Group plc ist Bestandteil des Aktienindex FTSE 100.

## Geschichte
Ende 1990 beschloss Hayter Brockbank, ein managing agent bei Lloyd’s of London, eine neue Einkommensquelle zu erschließen, indem ein Unternehmen zum Direktverkauf von Kraftfahrtversicherungen an Privatkunden gegründet wird. Mit der Aufstellung des Geschäftsplans und der Leitung des neuen Unternehmens betraute er Henry Engelhardt, der damals bei Churchill Insurance arbeitete und heute der CEO von Admiral ist. Ende Juni 1991 stellte Engelhardt ein Team aus fünf Personen auf, das in Kooperation mit Lloyd’s of London den Geschäftsplan ausarbeitete. Der Geschäftsplan wurde am 1. April 1992 umgesetzt. Den Angaben bei AdmiralDirekt.de zufolge wurde die Admiral Group plc allerdings bereits 1990 von Henry Engelhardt und David Stevens gegründet. Die beiden kannten sich aus der Zeit ihres gemeinsamen MBA-Studiums am Wirtschaftsinstitut INSEAD im französischen Fontainebleau. Der echte Geschäftsbetrieb startete am 2. Januar 1993 in Cardiff mit einer Belegschaft von 50 Mitarbeitern.
Im Oktober 1995 wurde die Website der Admiral ins Netz gestellt; damit war Admiral der erste britische Kfz-Direktversicherer mit einer Internetpräsenz. Ein zweites Büro der Admiral wurde im Juni 1996 in Swansea eröffnet. Im Juni 1997 wurden zwei neue Spezialmarken Bell Direct und Diamond gegründet. Bell Direct zielte damals auf Kunden mit hohem Schadenfreiheitsbonus und auf mit Kreditkarte zahlenden Kunden ab; die Zielgruppe wurde später auf Kunden ohne Schadenfreiheitsbonus abgeändert. Zielgruppe von Diamond sind weibliche Autofahrer. Im April 1998 folgte die Marke Gladiator Commercial für gewerbliche Kunden.
Unter der Federführung des CEO Henry Engelhardt wurde die Admiral Group, die vorher von der Brockbank Group, die damals zur XL Capital Ltd. in Bermuda gehörte, im November 1999 über ein Management-Buy-Out gekauft, das von Barclays Private Equity begleitet wurde. Im August 2000 wurde mit einer weiteren Marke elephant.co.uk die erste britische reine Internetversicherung für KFZ etabliert. Im März 2002 wurde mit confused.com eine weitere Marke eingeführt, die ein Kfz-Versicherungsportal anbietet, auf dem die Kunden nach Eingabe ihrer persönlichen Merkmale einen Vergleich der Angebote mehrerer Anbieter erhalten.
Im Dezember 2002 erwarb die Münchener Rückversicherungs-Gesellschaft etwa 18 % der Anteile der Admiral Group. Im September 2004 erfolgte der Börsengang der Admiral Group an die London Stock Exchange. Sie wurde die höchstkapitalisierte Gesellschaft aus Wales. 2005 wurde die Marke Bell Direct in Bell umbenannt. Ab 2006 setzte die Expansion ins europäische Ausland ein. Im November 2006 wurde in Spanien Balumba.es gegründet, im Oktober 2007 AdmiralDirekt.de in Deutschland und im Mai 2008 in Italien Conte.it (mit Sitz in Rom).
Im Dezember 2007 wurde die Aktie der Gesellschaft in den britischen Aktienindex FTSE 100 aufgenommen. Damit war die Admiral Group die zweite walisische Gesellschaft, die jemals in diesen Index aufgenommen wurde.

## Geschäftstätigkeit
Der Geschäftsbetrieb der Admiral Group wies in ihrer relativ kurzen Geschichte ein kräftiges Wachstum auf.
Bei der Zahl an Kunden erreichte die Admiral Group 250.000 Kunden im Mai 1996, 500.000 Kunden im Juli 2001 sowie 750.000 Kunden im Oktober 2003.
Entsprechend wuchs auch der Gesamtumsatz der Gruppe: Im Geschäftsjahr 1996 wurde die Marke von 100 Millionen £ erreicht, 1999 die 200 Millionen £, 2001 die 300 Millionen £ und 2003 überschritt der Umsatz erstmals den Wert von 400 Millionen £.
Ende 2007 zählte die Admiral Group 1,491 Millionen versicherte Fahrzeuge (Vorjahr: 1,285 Millionen). Sie erzielte im Geschäftsjahr 2007 einen Gesamtumsatz von 824,9 (Vorjahr 708,2) Millionen £, davon 631,3 (Vorjahr 566,6) Millionen £. Vom Gesamtumsatz wurden 16,6 (Vorjahr 0,6) Millionen £ im Ausland vereinnahmt. Der Gewinn vor Steuern wird mit 182,1 (Vorjahr 147,3) Millionen £ beziffert. Für den Gewinn pro Aktie (earnings per share) wurden 48,6 (Vorjahr 39,8) Pence im Geschäftsbericht ausgewiesen.
Die spanische Tochter Balumba.es erzielte im Geschäftsjahr 2007 umgerechnet 46,6 Millionen £ Gesamtumsatz und zählte 47.000 Kunden zum Stand Ende 2007.
Das in Deutschland aktive Tochterunternehmen, die im Oktober 2007 gestartete AdmiralDirekt.de mit Sitz in Köln, ist eine unmittelbare Tochter der EUI Limited, die wiederum von der Admiral Group plc kontrolliert wird. Sie erzielte im Kfz-Jahreswechselgeschäft zum 1. Januar 2008 in Deutschland 9.000 Neuverträge mit umgerechnet 1,7 Millionen £ Beitragseinnahmen. Zum 1. Januar 2011 hat die Itzehoer Versicherung die AdmiralDirekt.de GmbH als 100%ige Direktvertriebstochter erworben, um den weiteren Ausbau ihres Online-Vertriebs zu verfolgen.
| Geschäftsjahr | Umsatz in Mio. £ | Kunden in 1.000 |
| ------------- | ---------------- | --------------- |
| 1993          | 17,5             | 50              |
| 1994          | 47,2             | 133             |
| 1995          | 72,6             | 212             |
| 1996          | 100,1            | 319             |
| 1997          | 120,2            | 342             |
| 1998          | 149,1            | 418             |
| 1999          | 207,1            | 510             |
| 2000          | 258,6            | 512             |
| 2001          | 326,2            | 608             |
| 2002          | 376,1            | 701             |
| 2003          | 427,0            | 797             |
| 2004          | 548,0            | 1.008           |
| 2005          | 638,4            | 1.141           |
| 2006          | 708,2            | 1.285           |
| 2007          | 824,9            | 1.491           |
| 2008          | 910,0            | 1.746           |
| 2009          | 1080,0           | 2.076           |
| 2010          | 1580,0           | 2.748           |
| 2011          | 2190,0           | 3.360           |
| 2012          | 2220,0           | 3.550           |

Folgende Tochterunternehmen werden von der Admiral Group plc zu 100 % kontrolliert:
- EUI Limited (früher Admiral Insurance Services Limited)
- Able Insurance Services Limited
- Admiral Insurance Company Limited
- Admiral Syndicate Management Limited
- Admiral Syndicate Limited
- Inspop.com Limited
- Admiral Insurance, Firmensitz in Gibraltar

## Aktie
Am 23. September 2004 erfolgte der Börsengang der Aktien der Admiral Group plc an die London Stock Exchange (LSE). Der Ausgabepreis waren 275 Pence, womit das Unternehmen damals an der Börse mit 711 Millionen £ bewertet wurde. Die Neuemission war überzeichnet. Admiral wurde das höchstbewertete walisische Unternehmen an der Börse.

## Auszeichnungen, Sonstiges
Im Mai 1999 erhielt Admiral den Titel Welsh Company of the Year der Welsh Business Awards. Der CEO Henry Engelhardt wurde im Juni 2002 mit dem Welsh Business Achiever of the Year der
Welsh Business Awards ausgezeichnet. Von 2003 bis 2007 erschien die Admiral Group jährlich in der Liste der 50 Best Workplaces in the UK der Financial Times.
Als Einrichtung zur Pflege der Mitarbeiterzufriedenheit besitzt das Unternehmen ein Ministry of Fun (etwa: „Spaßministerium“), das für die Belegschaft fun events inner- und außerhalb der Arbeit organisiert.